# Список умерших в 516 году
В этой статье представлен список известных людей, умерших в 516 году.
См. также: Категория:Умершие в 516 году

## Май
- 22 мая — Иоанн III Никиот, патриарх Александрийский (505—516).

## Дата смерти неизвестна или требует уточнения
- Бабкен I, армянский католикос (490—516).
- Гундобад, король бургундов (473—516), префект Рима (472—473).
- Македоний II, Патриарх Константинопольский (496—511).
- Мивоту, второй князь (бек) телеутского государства Гаоцзюй (496—516).
- Хивин, валлийский святой.

| Список умерших в 515 году | Список умерших в 516 году | Список умерших в 517 году |